# Marcus H. Rosenmüller
Pour les articles homonymes, voir Rosenmüller.
Marcus H. Rosenmüller, né le 21 juillet 1973 à Tegernsee (Bavière), en Allemagne, est un réalisateur et scénariste allemand.

## Biographie

### Formation
- Université de télévision et film de Munich (Hochschule für Fernsehen und Film München)

## Filmographie

### Au cinéma

#### Comme réalisateur
- 1998 : Nur Schreiner machen Frauen glücklich  (également monteur)
- 2000 : Kümmel und Korn
- 2003 : C'est la vie
- 2003 : Hotel Deepa
- 2003 : Irgendwo in Bayern
- 2006 : Schwere Jungs (de)
- 2006 : Le Péché selon Sébastien (Wer früher stirbt, ist länger tot)
- 2007 : Beste Zeit (de)
- 2008 : Beste Gegend (de)
- 2008 : Räuber Kneißl (de)
- 2009 : Die Perlmutterfarbe (de)
- 2011 : Sommer der Gaukler (de)
- 2011 : Mon été orange  (Sommer in Orange)
- 2012 : Pension Freiheit
- 2012 : Wer's glaubt, wird selig (de)
- 2014 : Auf dem Nockherberg
- 2014 : Beste Chance (de)
- 2015 : Hubert von Goisern - Brenna tuat's schon lang (de) (documentaire sur le musicien Hubert von Goisern)
- 2018 : The Keeper (Trautmann, biographie cinématographique du gardien de but allemand Bert Trautmann)
- 2019 : Unheimlich perfekte Freunde (de)
- 2021 : Rotzbub (de) (film d'animation)

#### Comme scénariste
- 1998 : Nur Schreiner machen Frauen glücklich
- 2000 : Kümmel und Korn
- 2003 : C'est la vie
- 2003 : Hotel Deepa
- 2004 : Irgendwo in Bayern
- 2006 : Le Péché selon Sébastien (Wer früher stirbt, ist länger tot)
- 2009 : Die Perlmutterfarbe
- 2015 : Hubert von Goisern - Brenna tuat's schon lang
- 2018 : Trautmann

## Récompenses et distinctions
- Bayerischer Poetentaler 2015

- (en) Marcus H. Rosenmüller: Awards, sur l'Internet Movie Database